# Maurycy (powieść)
Maurycy (ang. Maurice) – powieść społeczno-obyczajowa wydana w 1971 brytyjskiego pisarza Edwarda Morgana Forstera.
Powieść autobiograficzna napisana w 1914, której akcja rozgrywa się w środowisku studentów, a potem absolwentów Cambridge.

## Ekranizacja
- Maurycy (ang.  Maurice) – brytyjski melodramat z 1987 roku w reżyserii Jamesa Ivory'ego.